# Miedlingsdorf

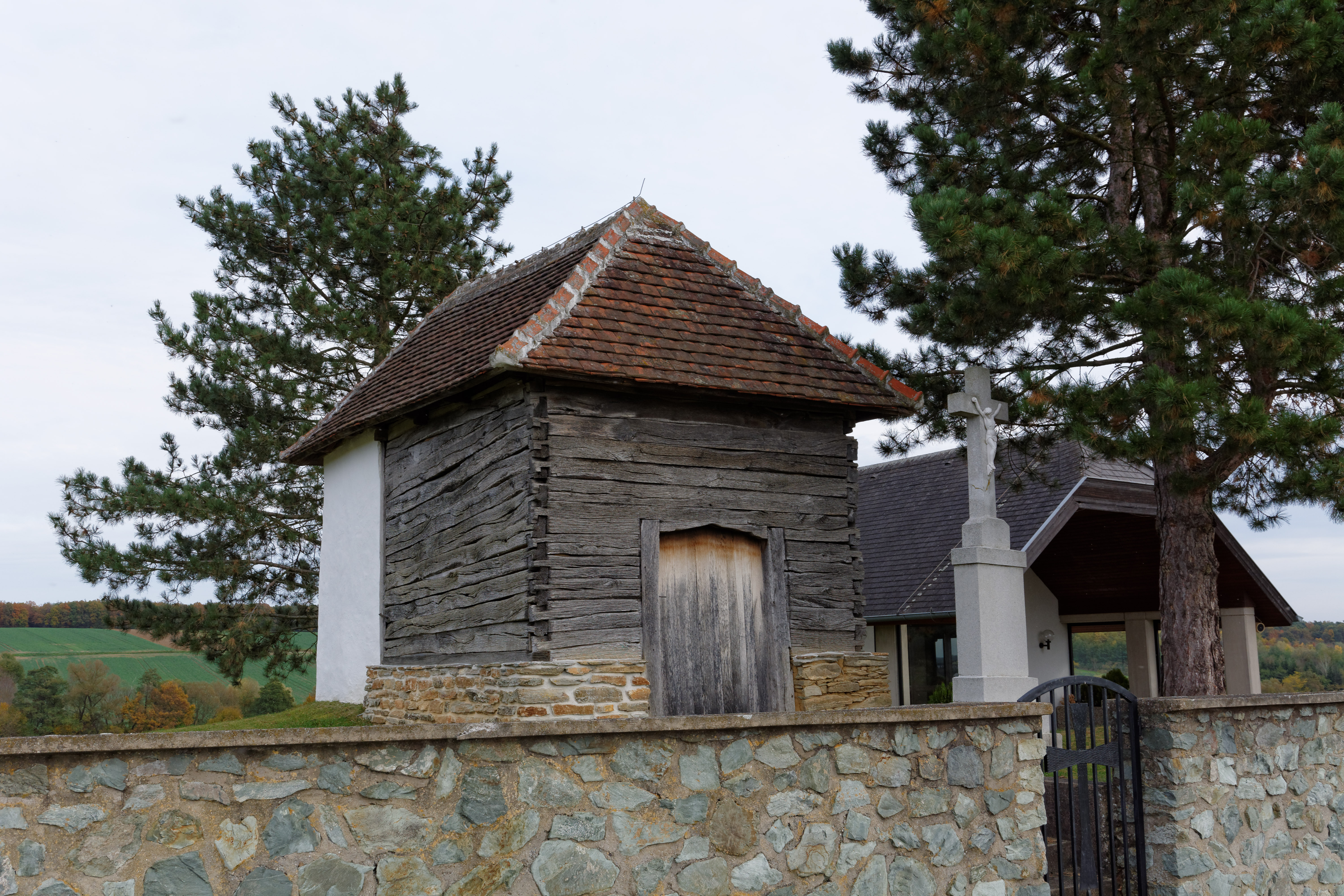
Älteste Holzkapelle des Burgenlandes in Miedlingsdorf

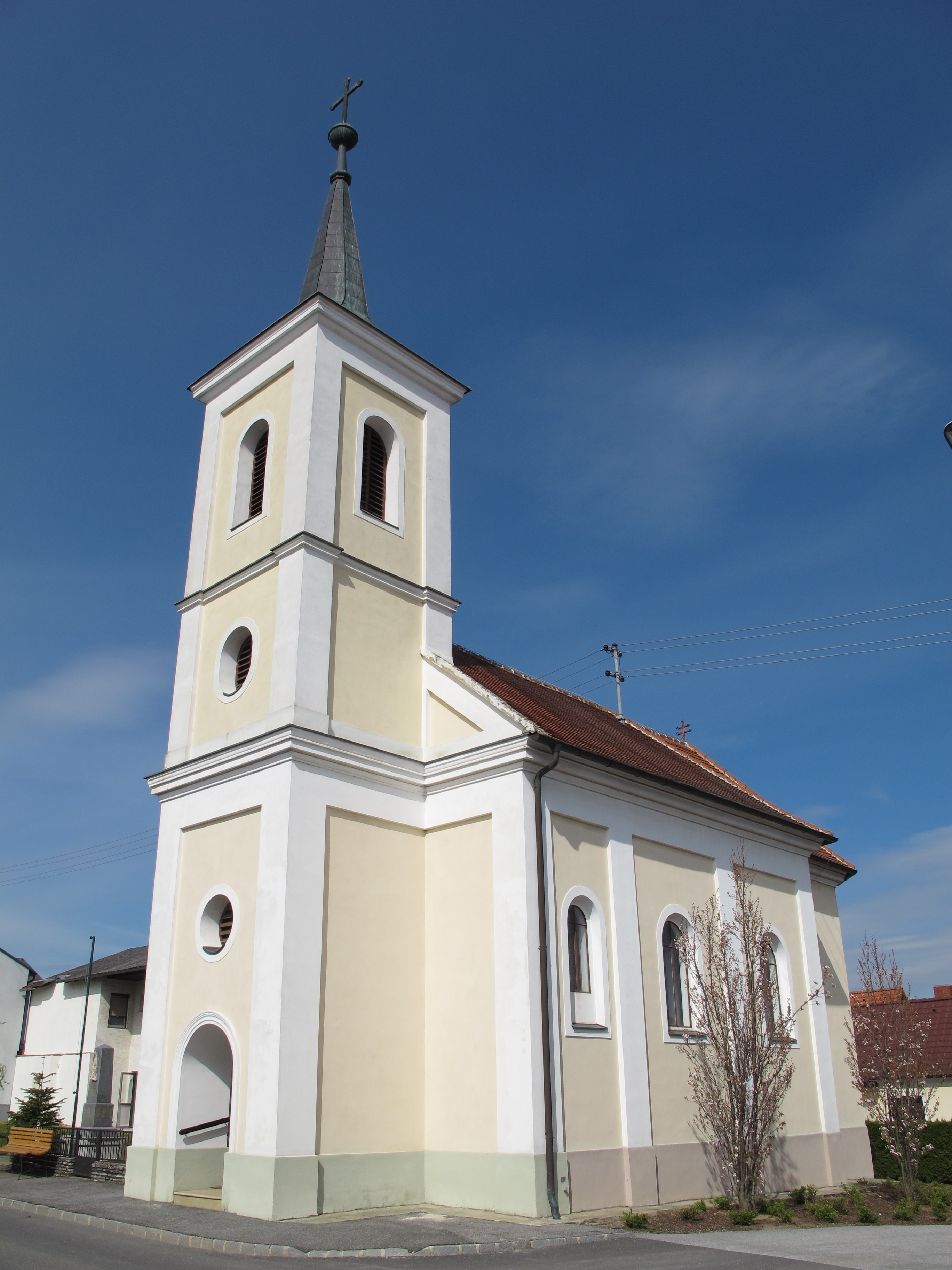
Kirche Miedlingsdorf

Miedlingsdorf (ungarisch Mérem, kroatisch Milištrof) ist ein Ortsteil der Marktgemeinde Großpetersdorf im österreichischen Bezirk Oberwart im Burgenland.
Die katholische Filialkirche hl. Jacobus und die Friedhofskapelle stehen auf der Liste der denkmalgeschützten Objekte in Großpetersdorf.
Die Agrargemeinschaft Miedlingsdorf bewirtschaftet 46,79 ha.
Wie viele andere Orte im Burgenland wurde auch Miedlingsdorf im 16. Jahrhundert von der kroatischen Kolonisierung stärker erfasst. Im Jahr 1923 lag der Anteil der kroatischsprachigen Bevölkerung noch bei 72,3 %; im Jahr 2001 lag der Anteil der Burgenlandkroaten nur mehr bei 3,9 %.

## Geschichte
1325 wurde Miedlingsdorf das erste Mal urkundlich erwähnt.
In der Zeit der Türkenkriege von 1529 bis 1532 wurde der Ort von den osmanischen Heerscharen verwüstet.
1907 brannte das Dorf fast zur Gänze nieder. 1919 wurde ein Feuer gelegt, wovon erneut beinahe alle Häuser betroffen waren.

## Kultur und Sehenswürdigkeiten
- Kirche Miedlingsdorf (Baujahr 1866)
- Kapelle Miedlingsdorf, älteste Holzkapelle im Burgenland.

## Wirtschaft und Infrastruktur

### Vereine

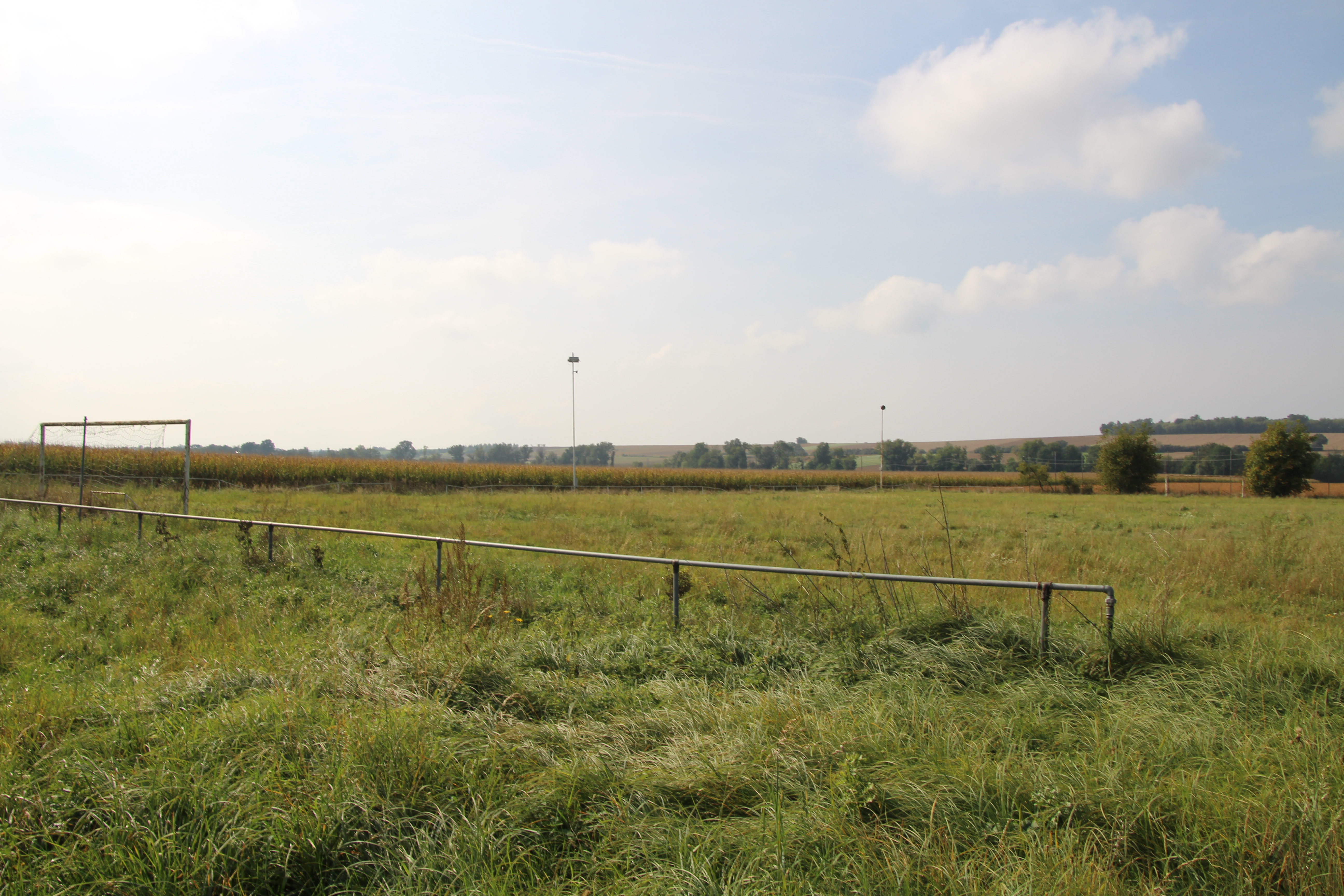
Ehemaliger Fußballplatz Miedlingsdorf

- Ehemaliger Fußballplatz MiedlingsdorfDer ASK Miedlingsdorf (= Arbeitersportclub Miedlingsdorf) wurde im Jahr 1946 gegründet.[5] Der Verein wurde aber mittlerweile aufgelöst.
- Verschönerungsverein Miedlingsdorf. Dieser wurde im Oktober 2022 aufgelöst.
- DartClub Miedlingsdorf (DC Miedlingsdorf)
- Tennisclub Miedlingsdorf

### Sicherheit
- Freiwillige Feuerwehr Miedlingsdorf[6]